# 台中州庁
台中州庁（たいちゅうしゅうちょう、繁体字中国語: 臺中州廳）は台湾台中市西区にある、かつて日本統治時代に官公庁として使われた建築物。当初は台中州の庁舎として使われ、台湾光復後は台中市の行政機関（台中市政府）として使われた。市の指定古蹟登録を経て、現在は国定古蹟。最初に使われたのが日本統治下だったため、古蹟の名義も中国語での一般的な用法の「州政府」ではなく、日本語由来の「州庁」のままである

## 歴史
清朝統治時代末期に清朝政府は行政機関（台湾省城）の一つとして現在の州庁所在地に「元誠考堂」を建立した。日本統治時代になると、台湾総督府が実施した廃庁置州に伴い台中州の知事官邸と大屯郡役所が置かれるようになったが、大正元年（1912年）に撤去された。（僅かに元誠考堂西側の台湾府儒考棚が現存し、修復中。）
跡地には新庁舎が建てられることになり総督府の技師だった日本人建築家の森山松之助の設計で同年に起工、翌1913年に1期分が竣工した。その後4段階にわたる拡張がなされ現在の姿になったのは昭和9年（1934年）だった。建築様式は森山が得意とするバロック建築で、交差点の角にある入口には車寄せをもつ日本統治時代の官公署建築では典型的な特徴である。入口から左右両翼に棟が伸びるL字型で広大な裏庭もある。
1945年、台湾光復によって国民政府が接収すると、台湾省の省轄市（現在の市）としての台中市政府は台中市役所ではなく、ここ州庁舎に移転された。戦前の台中市からみると2代目の市役所庁舎ということになる。員林市に設置されるまでの僅かな期間ながら、台中県の県庁との合同庁舎としても機能した。
2010年12月25日に台中県市合併で直轄市としての台中市政府が発足。新市政府は西屯区に落成した七期再開発計画区の台湾大道市政大楼を本館とする新庁舎に移転し、台中市政府都市発展局と台中市政府環境保護局の業務だけが残ることになった。
2010年5月に台中市政府は台中州庁の都市再開発計画案を始動、2014年5月に入札を公示した。修復を行いながら様々な集客イベントを開催し、機運を盛り上げていった。
2016年7月，市政府と文化部は台中州庁を都市型博物館とする計画案で認識を一致させた。元は古蹟を利用した懐古調の宿泊施設とする計画だったが、前年末の台中市長選挙で勝利した新市長林佳龍によって計画案が修正されていた。
2017年4月、市は台中州庁、大屯郡役所、台中州庁付帯建築群と旧市議会の修復、周辺空間と一体となった開発、景観改造として総事業費3.5億元（中央政府補助2.1億元，市政府負担1.4億元）を投じた再開発計画を始動、2020年の完工後に現代美術館（国立台湾美術館の分館）として生まれ変わる計画だったが、2020年2月に新市長盧秀燕は「旧州庁は総統府と同等の価値がある」と無償譲渡での国立美術館への転用を拒否。
2019年4月、国定古蹟に昇格。
2020年8月より本格修復が開始された。
2021年1月、建物内から防空壕や金庫が発見された。市政府は専門業者へ金庫の解錠を依頼する意向を表明している。

## ギャラリー

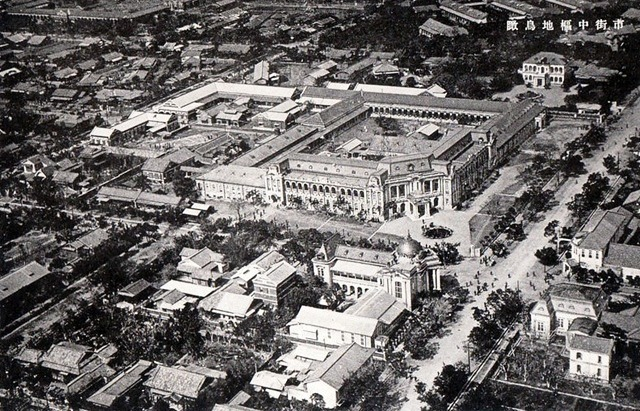
台中州庁と台中市役所
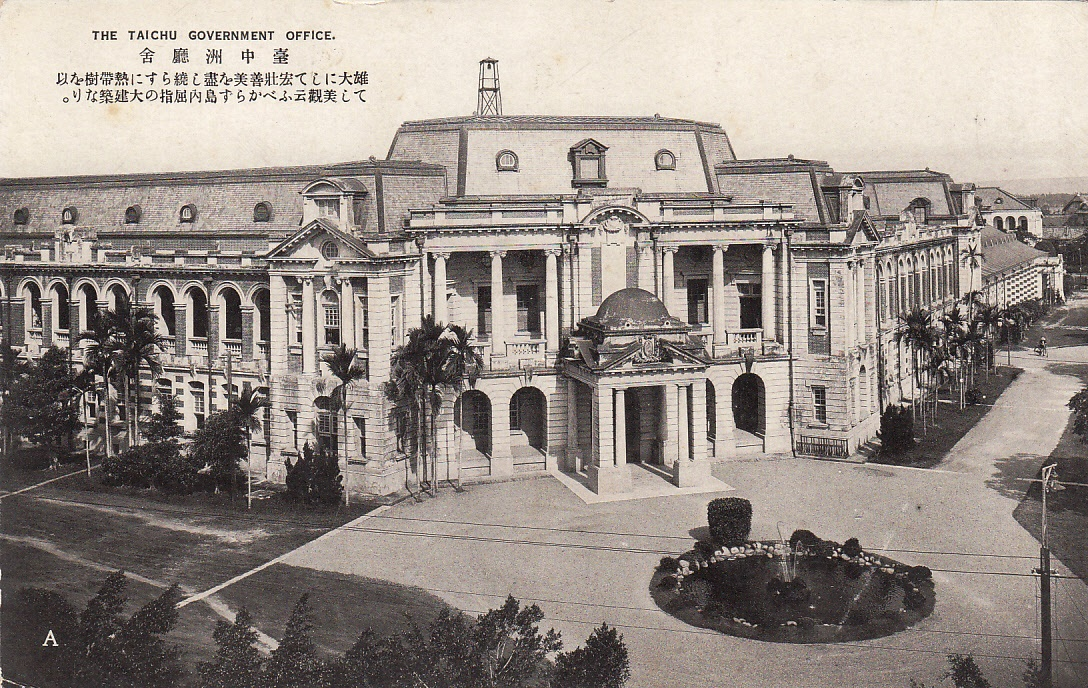
日本統治時代の州庁舎
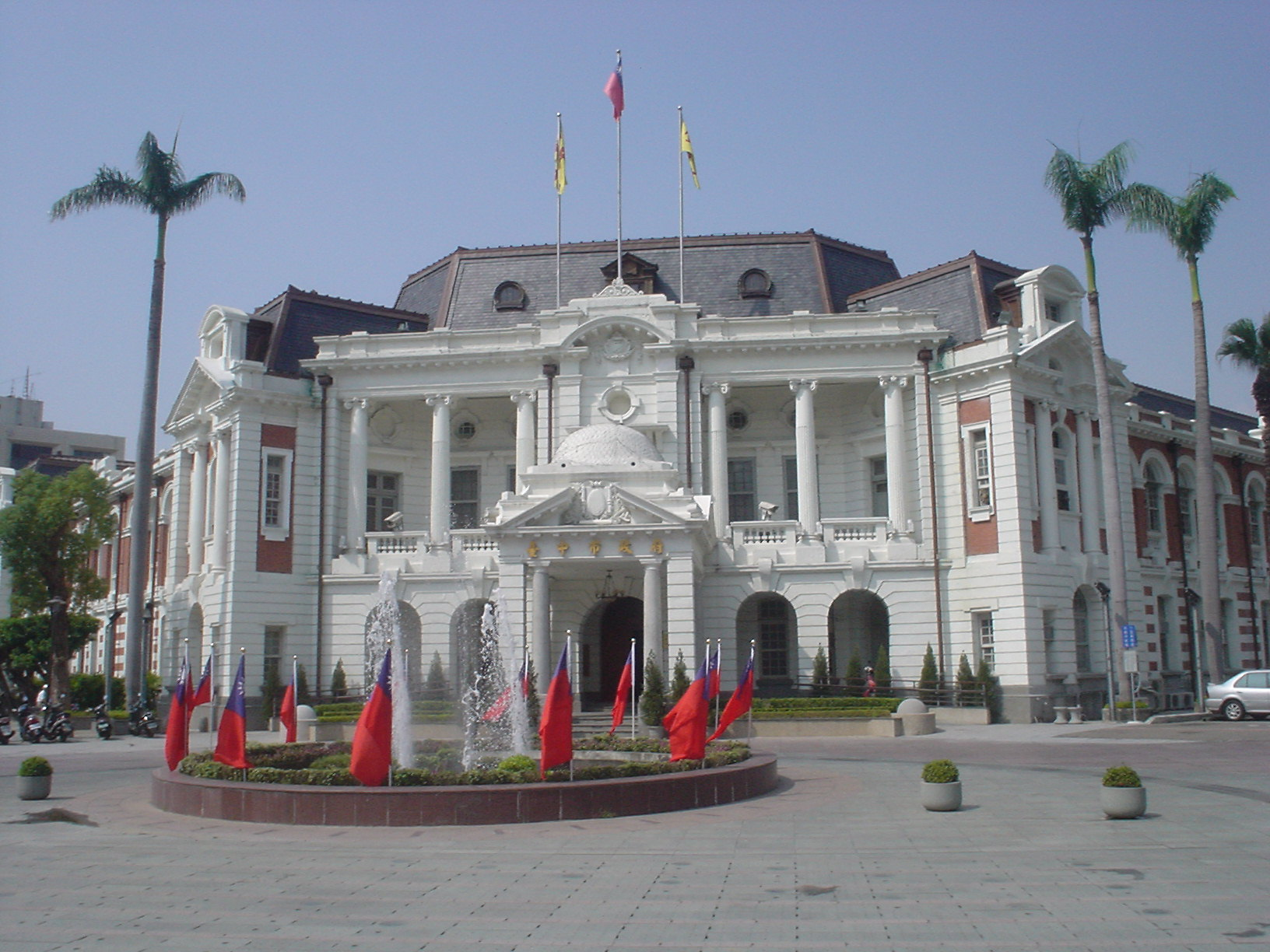
台中州庁正面
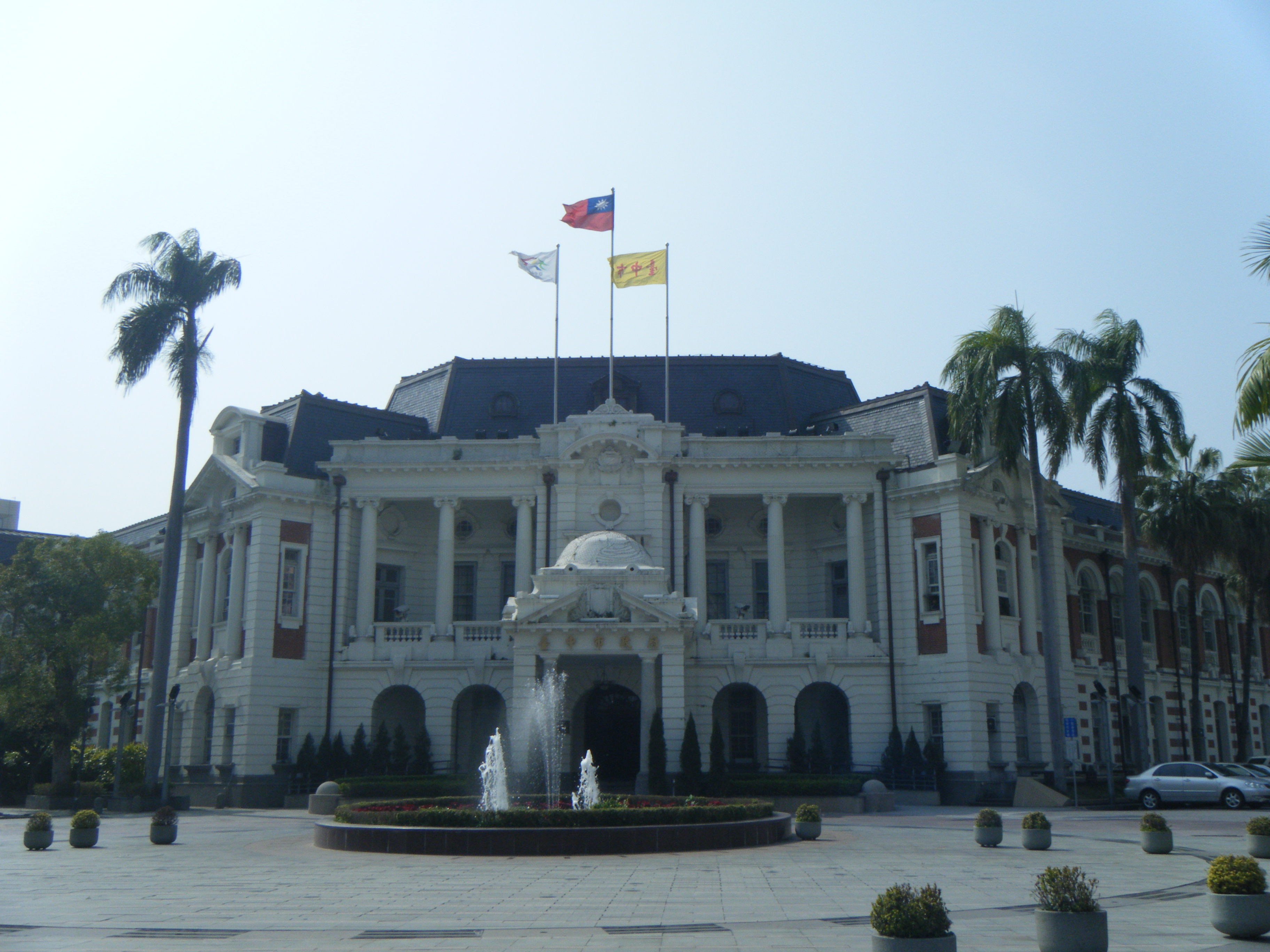
同左
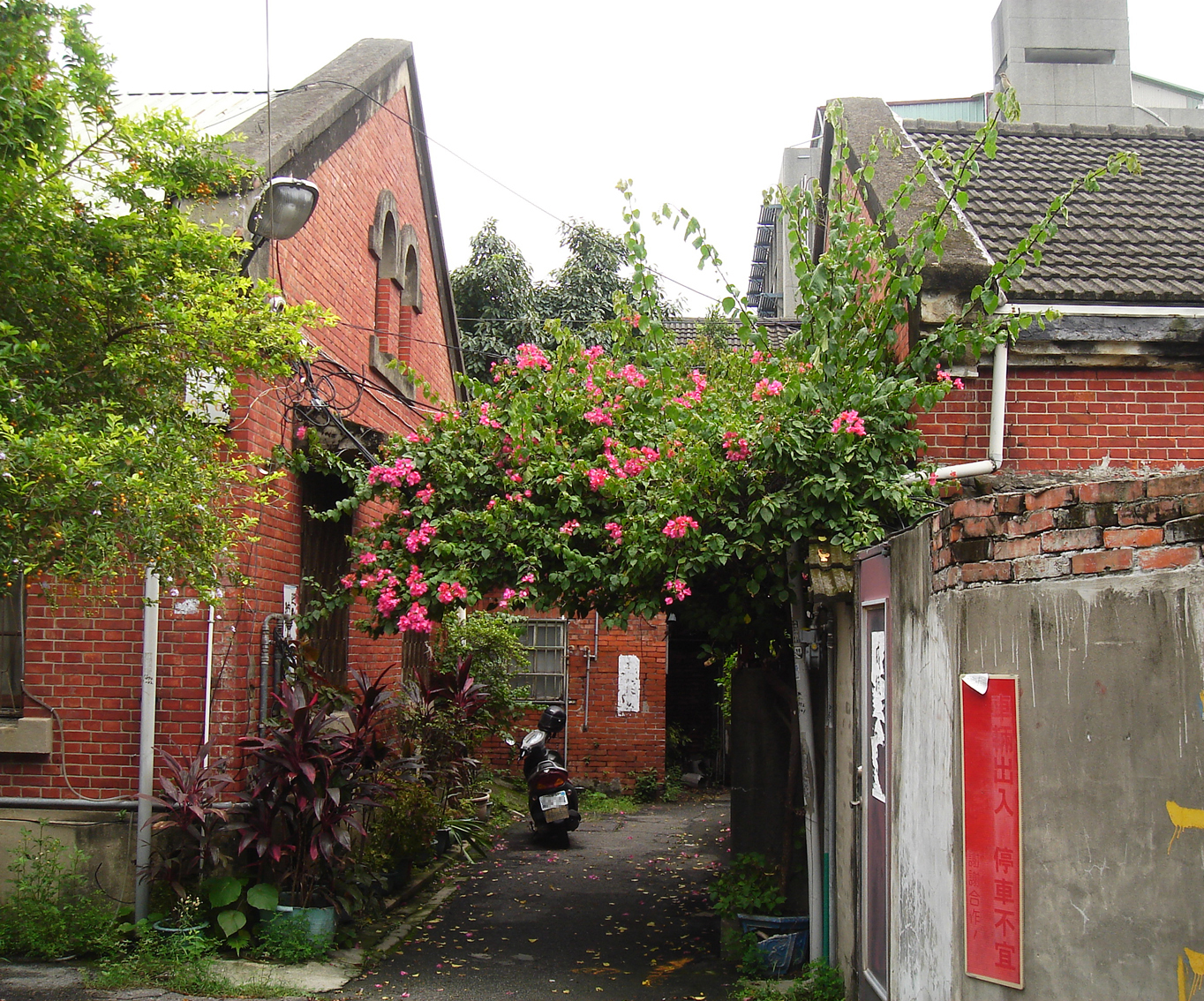
台中州庁附屬建築群（市定歴史建築）
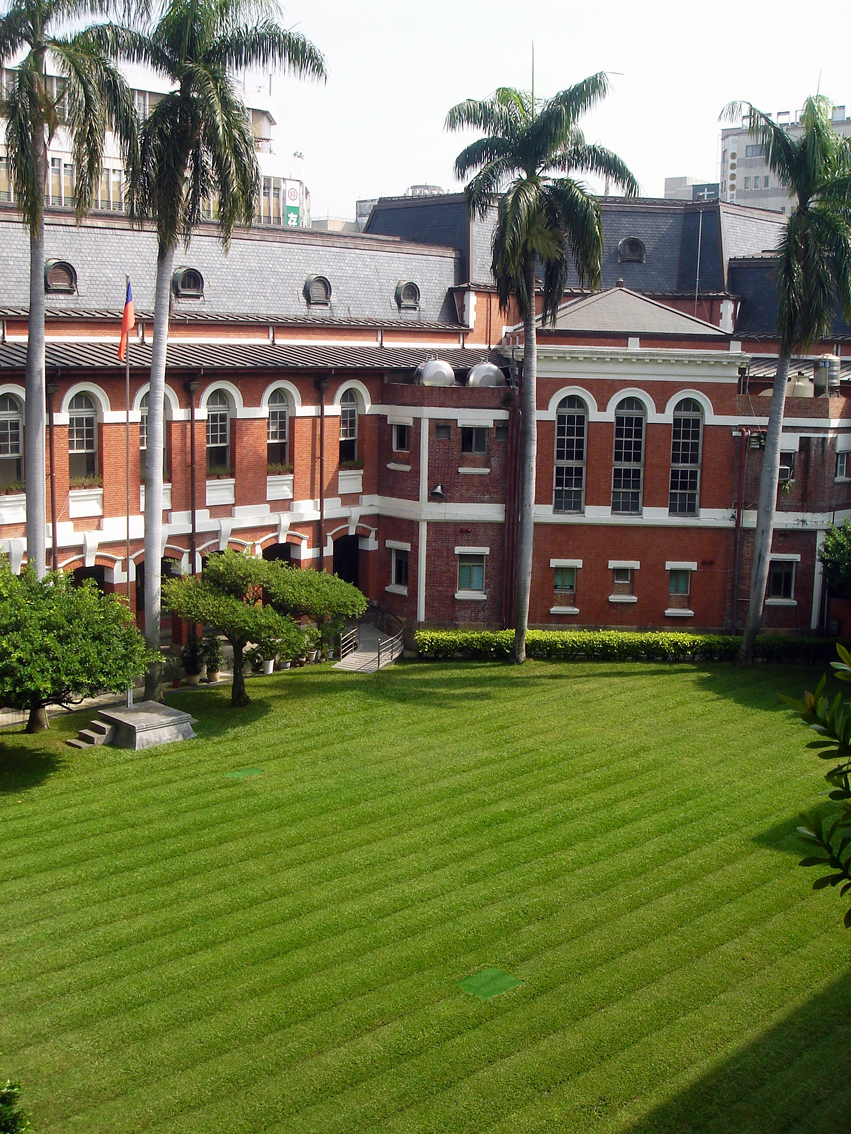
台中州庁中庭
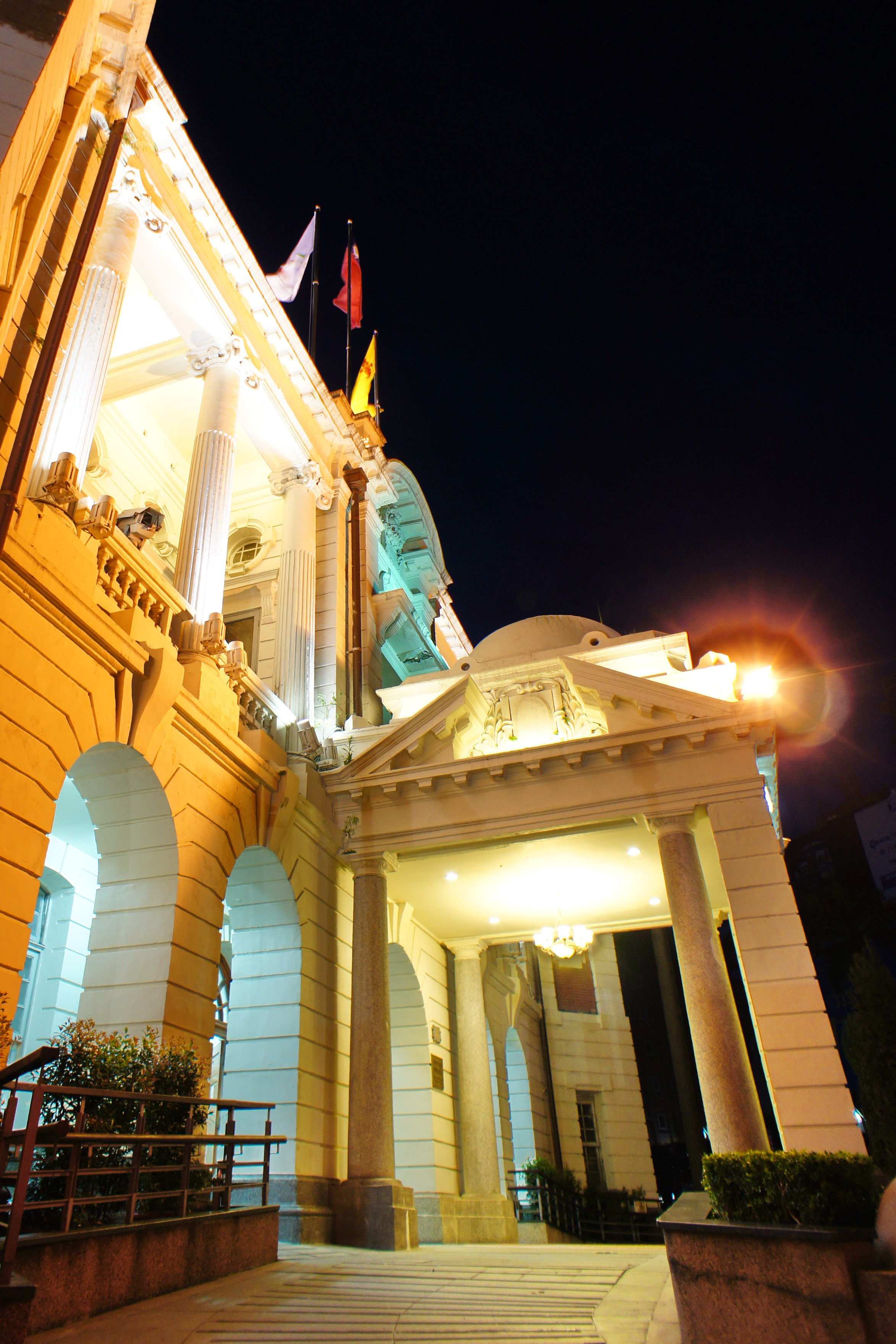
台中州庁正門左側夜景
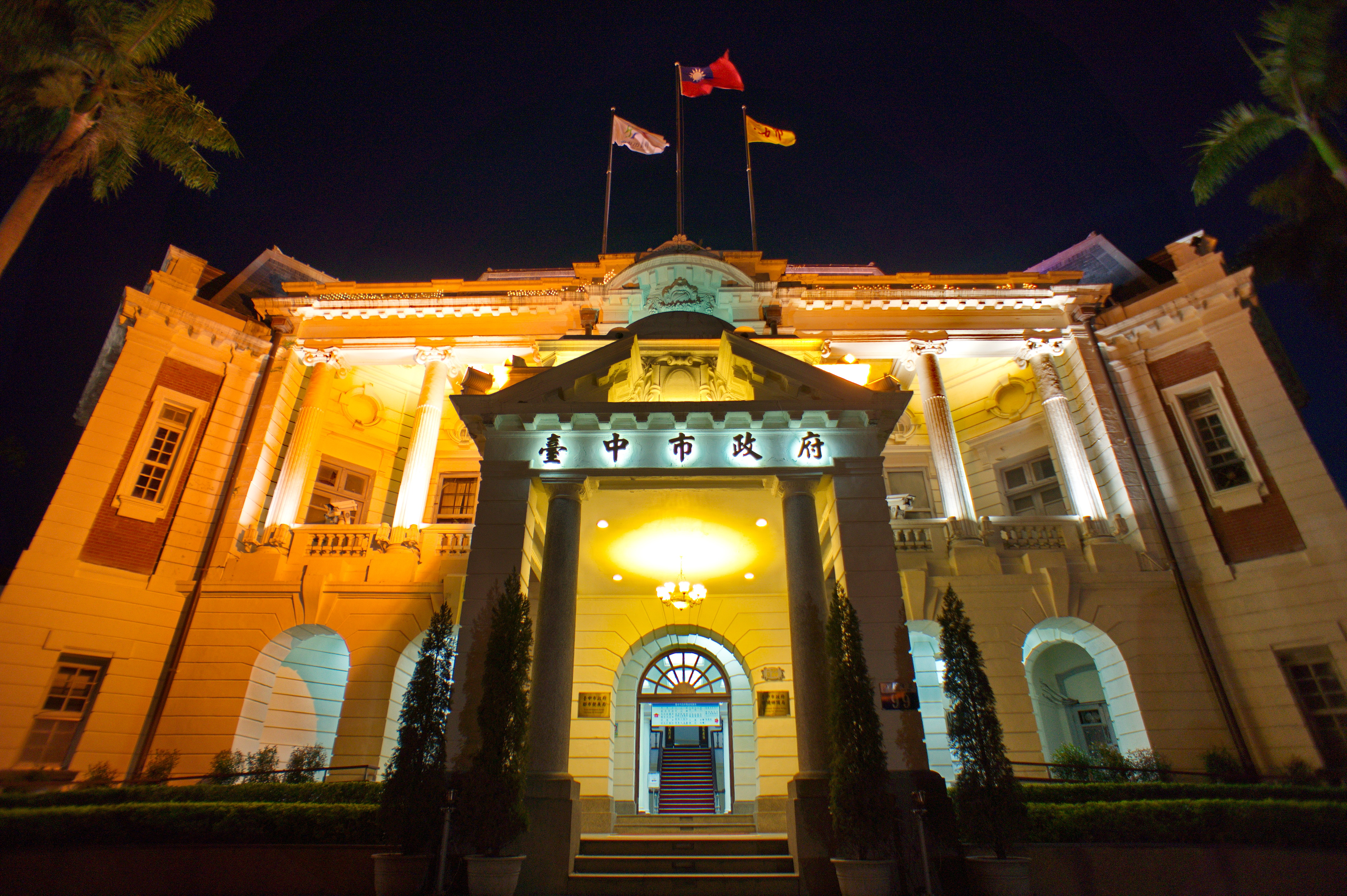
台中州庁正門夜景

## 交通
鉄道
- 台中駅から約600メートル、徒歩10-15分または下記のバス

公共レンタサイクル
- iBike台中州廳

台中市公車
臺中州廳站（自由路方面）
- 台中客運（中国語版）：6、9、14、41、101、107、108、132、142、163
- 全航客運（中国語版）：5
- 豊栄客運（中国語版）：40、48
- 仁友客運（中国語版）：30、45
- 中台湾客運（中国語版）：37、125

臺中州廳站（双方向）
- 中台湾客運：1、25
- 仁友客運：21
- 台中客運：27、57、290
- 統聯客運：86
- 聯営：11